# Cerrado
El cerrado és un bioma de tipus sabana tropical, un dels 6 biomes del Brasil. Les sabanes brasileres, el cerrado i la caatinga són una vegetació que té diverses variacions fisiognomòniques al llarg de les grans àrees que ocupen el país. L'àrea es correspon aproximadament amb l'Altiplà Central. És el segon major bioma brasiler, que s'estén sobre una superfície de 2.045.064 km², que abasta vuit estats al centre del Brasil: Minas Gerais, Goiás, Tocantins, Bahia, Maranhão, Mato Grosso, Mato Grosso do Sul, Piauí i el Districte Federal. És travessada per tres importants conques fluvials d'Amèrica del Sud, amb pluges regulars que li propicien la seva alta biodiversitat.
El paisatge de la regió del Cerrado té una alta biodiversitat encara que menys que la Mata Atlàntica i la selva amazònica. La vegetació, en la seva major part, és similar a la sabana, amb herbes, arbustos i arbres dispersos. Els arbres han torçat les tiges i arrels llargues, el que permet l'absorció d'aigua - disponible en els sòls de Cerrado per sota de 2 metres de profunditat, fins i tot durant l'estació seca i humida d'hivern.
Poc afectada fins a la dècada de 1960, des de llavors cada vegada està més amenaçada, especialment el cerradões, sigui per la instal·lació de les carreteres i construcció de ciutats, sigui pel creixement dels monocultius com la soja i l'arròs, l'agricultura intensiva, el carbó vegetal i la desforestació causada per la tala i els incendis freqüents, a causa de les altes temperatures i baixa humitat, o pel descuit humà.

## Clima
El clima del cerrado és típic de les regions de sabana més humides del món, amb un clima tropical semihumit. El cerrado es limita a dues estacions dominants al llarg de l'any: humida i seca. Les temperatures anuals per al Cerrado se situen de mitjana entre 22 i 27 ºC, i la precipitació mitjana varia dels 80 als 200 cm en més del 90% de la zona. Aquesta ecoregió té una estació seca molt forta durant l'hivern austral (aproximadament abril-setembre).

## Flora
El cerrado es caracteritza per tipus de vegetació únics. Està compost d'un mosaic canviant d'hàbitats en forma de sabana, amb zones ben drenades entre faixes de bosc de galeria que es produeixen al llarg dels rius. Entre la sabana i el bosc de galeria hi ha àrees de vegetació coneguda com el "camp humit", on els arbres no hi poden créixer degut a les amples fluctuacions estacionals del nivell freàtic.
Pel que fa al dosser arbori, la sabana del cerrado és heterogènia. Goodland (1971) va dividir el cerrado en quatre categories en funció de la presència d'arbres: campo sujo ('camp brut', amb majoria de gespa i matolls i arbres ocasionals d'uns 3 m d'alçada), campo cerrado ('camp tancat', amb una densitat d'arbres lleugerament més alta, i d'uns 4 m d'alçada de mitjana), cerrado sensu stricto (ampla varietat d'arbres d'uns 6 m d'alçada) i cerradão (terreny cobert al 50% per arbres, amb alçada general de 9 m).
Al voltant de 800 espècies d'arbres diferents es troben al Cerrado. Entre les famílies més diverses d'arbres de l'ecorregió hi ha les fabàcies (153 spp.), malpighiàcies (46), mirtàcies (43), melastomatàcies (32) i rubiàcies (30). Gran part del cerrado està dominat per les votxisiàcies (23 espècies en total), a causa de l'abundància de tres espècies del gènere Qualea. La capa herbàcia aproximadament arriba 60 cm d'alçada i es compon principalment de poàcies, ciperàcies, fabàcies, asteràcies, mirtàcies i rubiàcies. Gran part de la vegetació dels boscos de galeria és similar a la selva tropical propera; tanmateix, hi ha algunes espècies endèmiques que només es troben als boscos de galeria del cerrado.
La fertilitat del sòl, els periòdics incendis forestals naturals i la hidrologia es creu que són els més influents en la determinació de la vegetació al cerrado. Els sòls del cerrado sempre estan ben drenats i la majoria són oxisols amb pH baix i calci i magnesi també baix. La quantitat de potassi, nitrogen i fòsfor s'ha trobat que està correlacionada positivament amb l'àrea basal del tronc dels arbres en hàbitats de cerrado. Igual que en altres praderies i sabanes, el foc és important per mantenir i donar forma al paisatge del cerrado. Moltes plantes estan adaptades al foc, amb característiques com l'escorça gruixuda per suportar la calor extrema.
Es creu que la vegetació de cerrado és antiga, que es remunta potser fins a una forma prototípica com el Cretaci, abans que l'Àfrica i l'Amèrica del Sud se separessin. Històricament, és probable que es produís una expansió dinàmica i contracció entre el cerrado i la selva amazònica,  amb l'expansió del cerrado durant períodes glacials com el Plistocè. Aquests processos i la fragmentació resultant en múltiples refugis han contribuït probablement a l'alta riquesa d'espècies tant del cerrado com de la selva amazònica.

Chapada dos Veadeiros, Goiás.
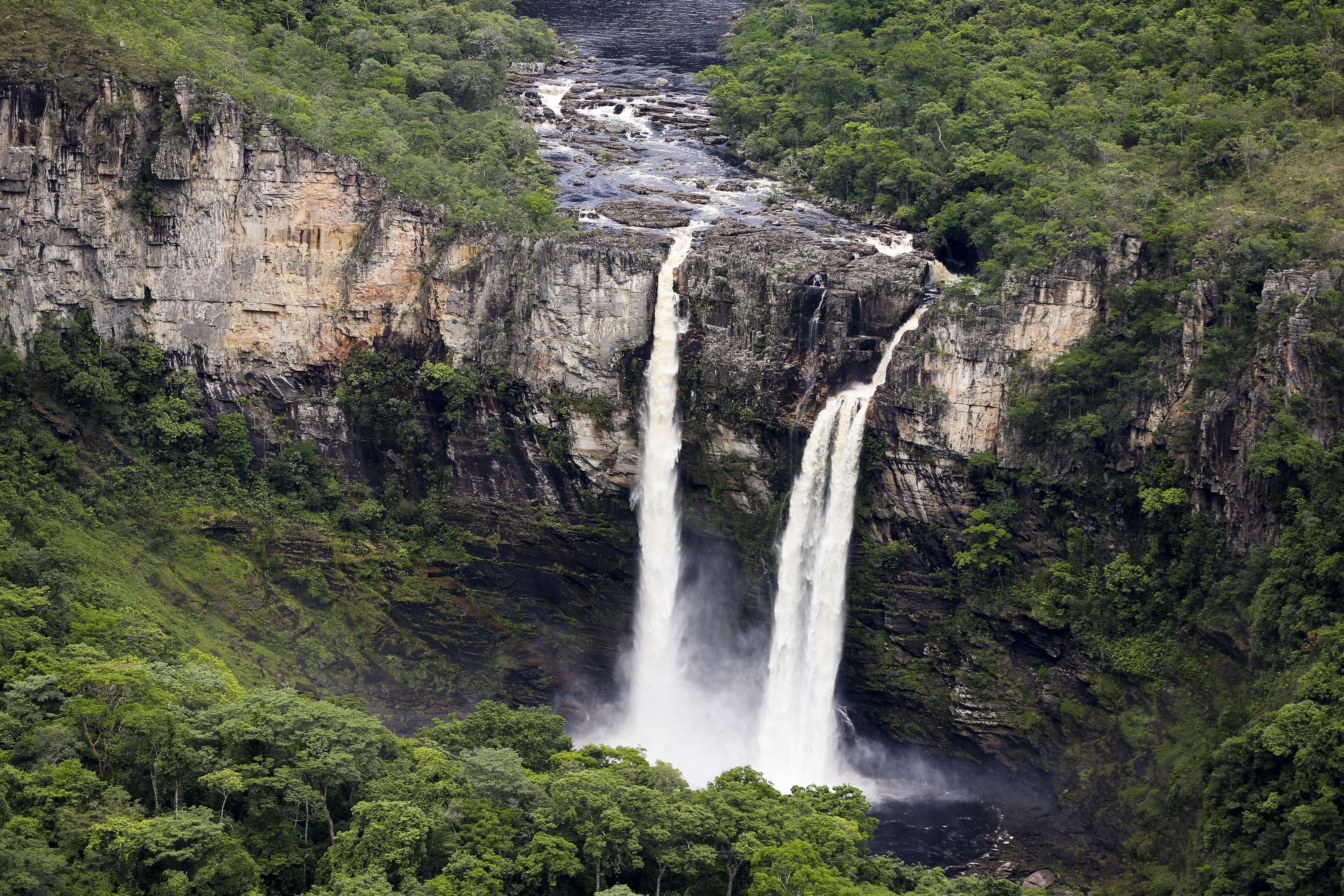
L'estiu al cerrado dibuixa un panorama verd.
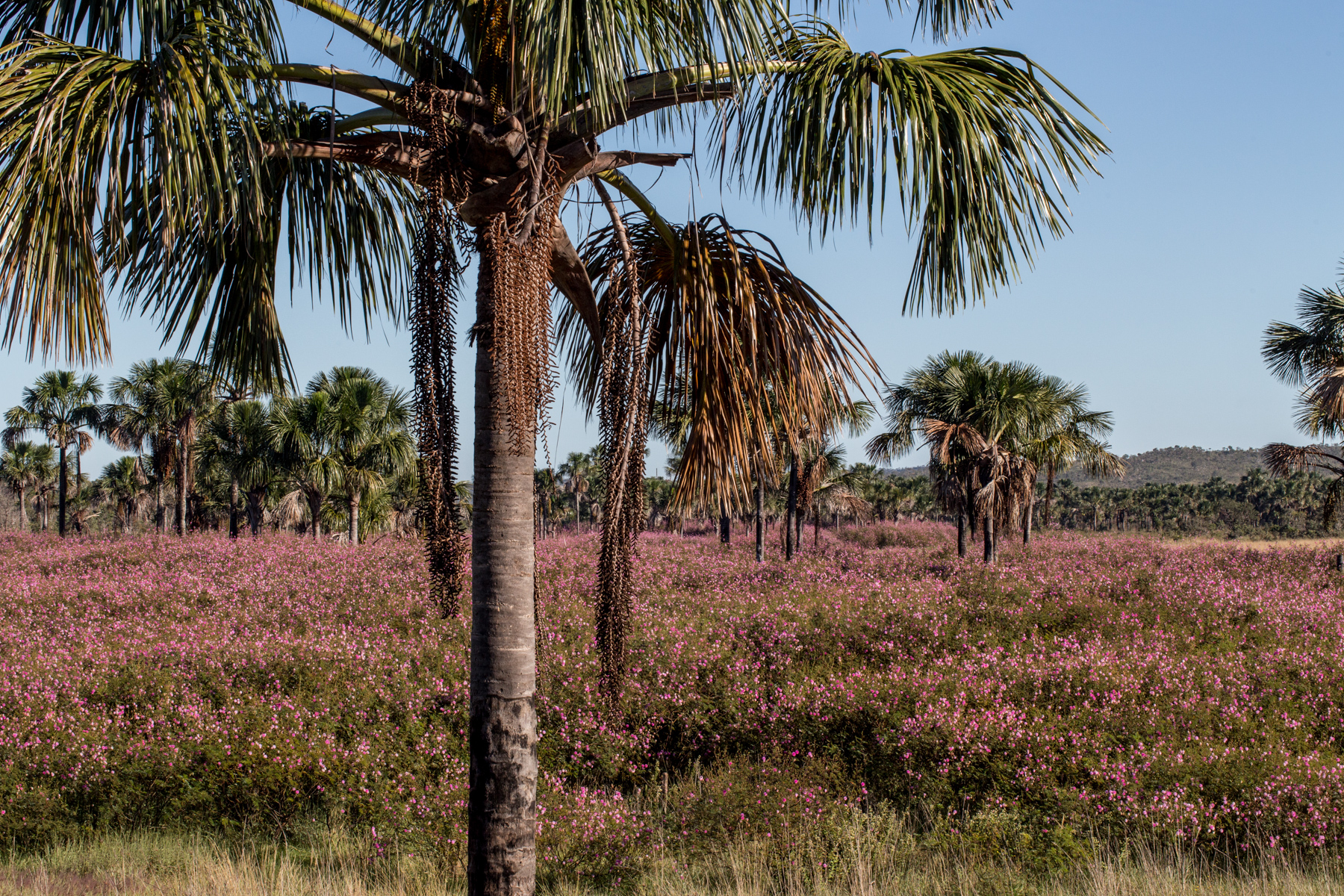
Camps en flor durant la primavera

## Fauna
El cerrado té una gran diversitat de vertebrats, amb 150 espècies d'amfibis, 120 de rèptils, 837 d'aus i 161 de mamífers registrades.
La diversitat de llangardaixos es creu que és relativament baixa en comparació amb altres àrees com la caatinga o la selva tropical de terres baixes —tot i que un estudi recent va trobar 57 espècies en una àrea de cerrado d'hàbitat obert. Ameiva ameiva és un dels llangardaixos més grans que s'hi troben i és el principal depredador d'altres llangardaixos. Hi ha una diversitat relativament alta de serps al Cerrado (entre 22 i 61 espècies, depenent del lloc) amb els colúbrids com la família més representada. La naturalesa oberta de la vegetació del cerrado probablement contribueix a l'alta diversitat de serps. La informació sobre els amfibis de Cerrado és extremadament limitada, tot i que el Cerrado probablement té un conjunt únic d'espècies amb algunes espècies endèmiques de la regió.
La majoria d'aus que es troben al cerrado es reprodueixen allà, tot i que hi ha algunes espècies migradores australs (que transiten entre l'Amazònia i el Con Sud) i migradores neàrtiques (entre l'Amèrica del Nord temperada i la zona neotropical) que passen a través. La majoria d'aus reproductores al cerrado es troben en zones més tancades de dosser com boscos de galeria, tot i que el 27% dels ocells només es reprodueixen en hàbitats oberts i el 21% es reprodueixen en hàbitats oberts o tancats. Moltes de les aus del cerrado, especialment les que es troben en boscos tancats, estan relacionades amb espècies de la mata atlàntica i també la selva amazònica. L'àguila solitària coronada, el guacamai jacint, el tucà toco, l'ibis alablanc, el tinamú nan i el bec de serra sud-americà són exemples d'aus trobades al cerrado.
Els boscos de galeria serveixen com a hàbitat primari per a la majoria dels mamífers del Cerrado, on troben més aigua, estan protegits dels incendis que escombren el paisatge i tenen un hàbitat més altament estructurat. Onze espècies de mamífers són endèmiques del cerrado. Les espècies més notables inclouen grans herbívors com el tapir amazònic i el cérvol de les pampes i grans depredadors com el llop de crinera, el puma, el jaguar, la llúdria gegant, l'ocelot i el jaguarundi. Tot i que la diversitat és molt més baixa que a l'Amazones o la mata atlàntica, hi ha diverses espècies de micos, incloent-hi el caputxí barbut, l'aluata negre o el Callithrix penicillata.
Els insectes del cerrado són relativament poc estudiats. Una investigació duta a terme en una reserva durant un any  sencer va trobar que les ordres dels coleòpters, himenòpters, dípters i tèrmits representaven el 89,5% de totes les captures. L'ecoregió també acull una alta densitat —fins a 4.000 per hectàrea— de nius de formigues talladores de fulles (atinis). Juntament amb els tèrmits, les formigues talladores de fulles són els herbívors primaris del cerrado i juguen un paper important en el consum i la descomposició de matèria orgànica, així com constituir una font d'aliment important per a moltes altres espècies animals. A nivell mundial, la diversitat més alta d'insectes galants (insectes que causen gales) es troba al Cerrado, amb la majoria d'espècies (46) trobades a la base de la Serra del Cipó al sud-est del Brasil.

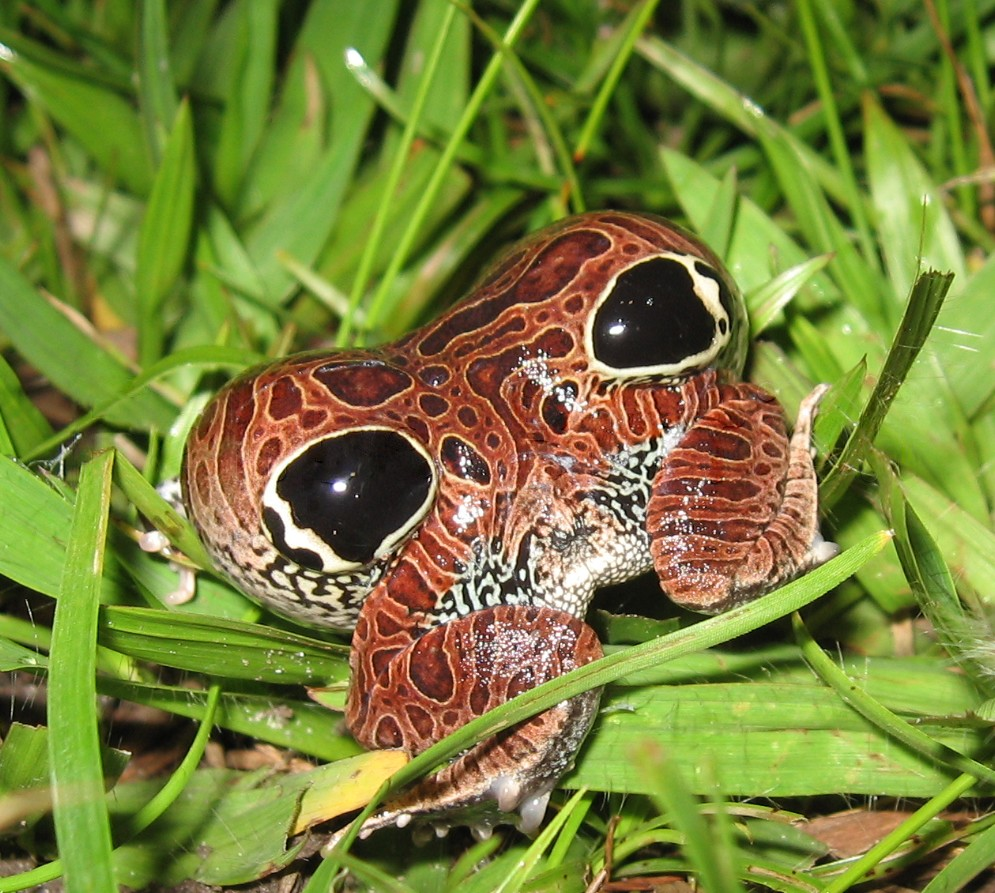
Granota Physalaemus nattereri
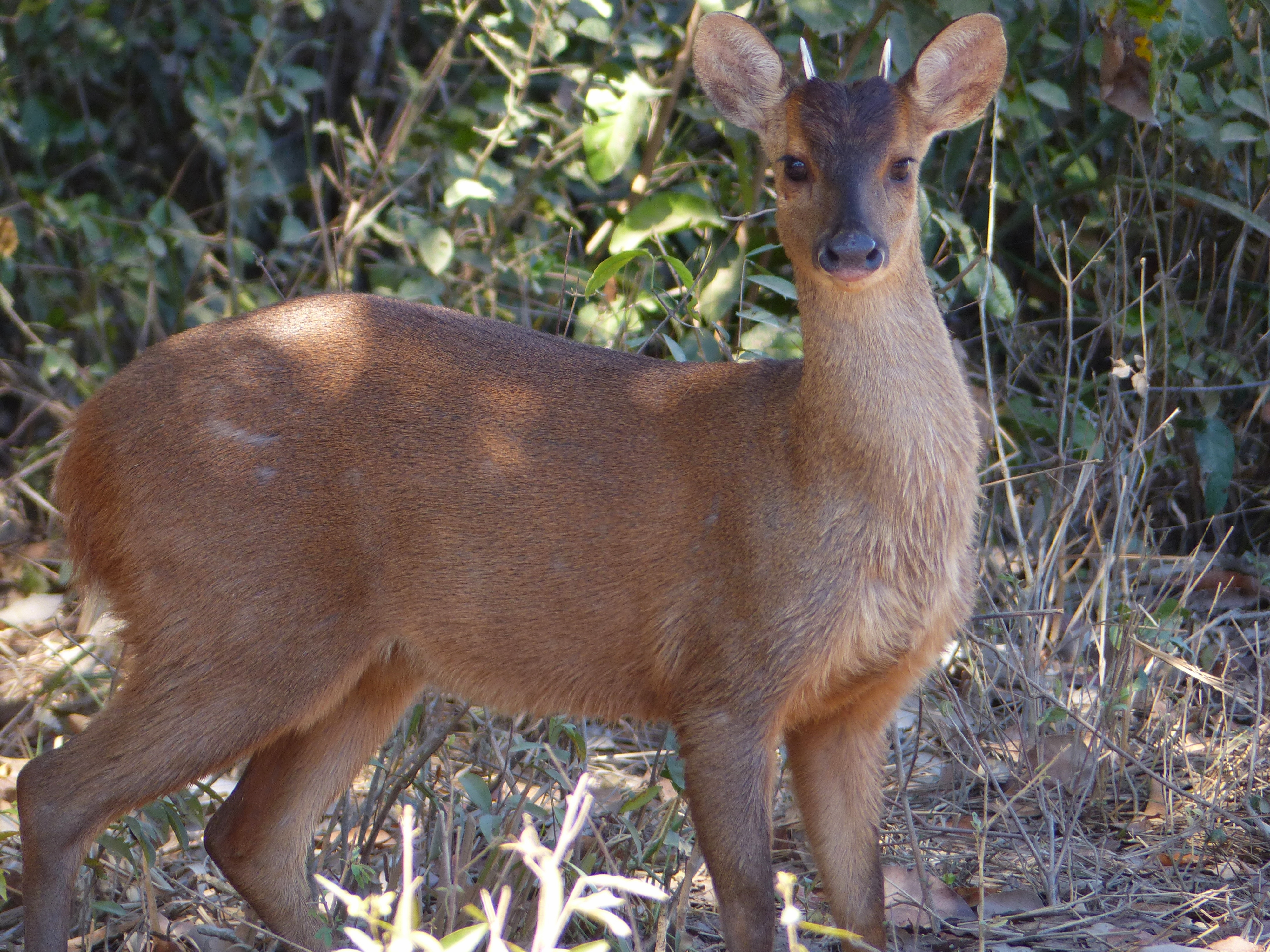
Mazama americana
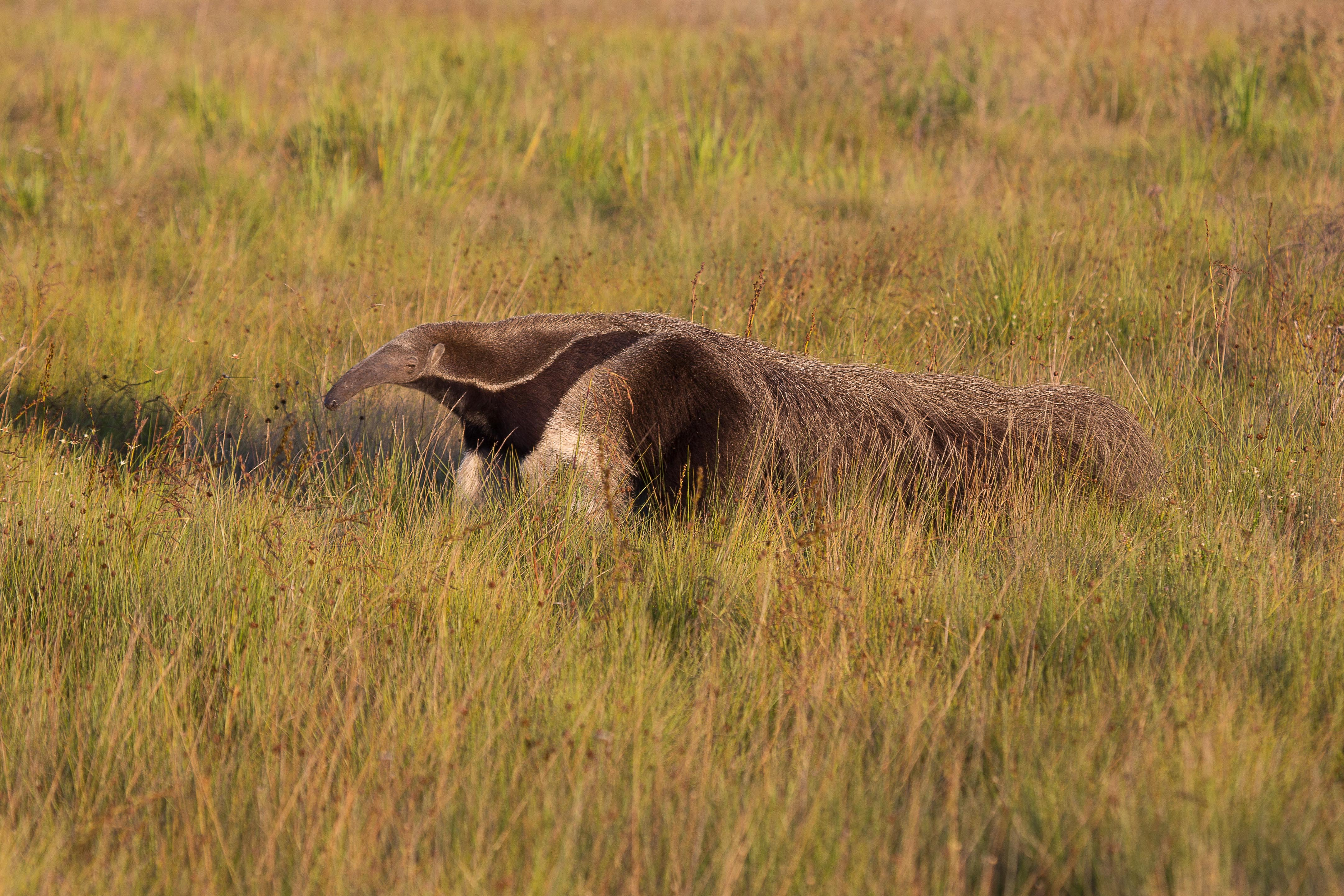
Formiguer gegant
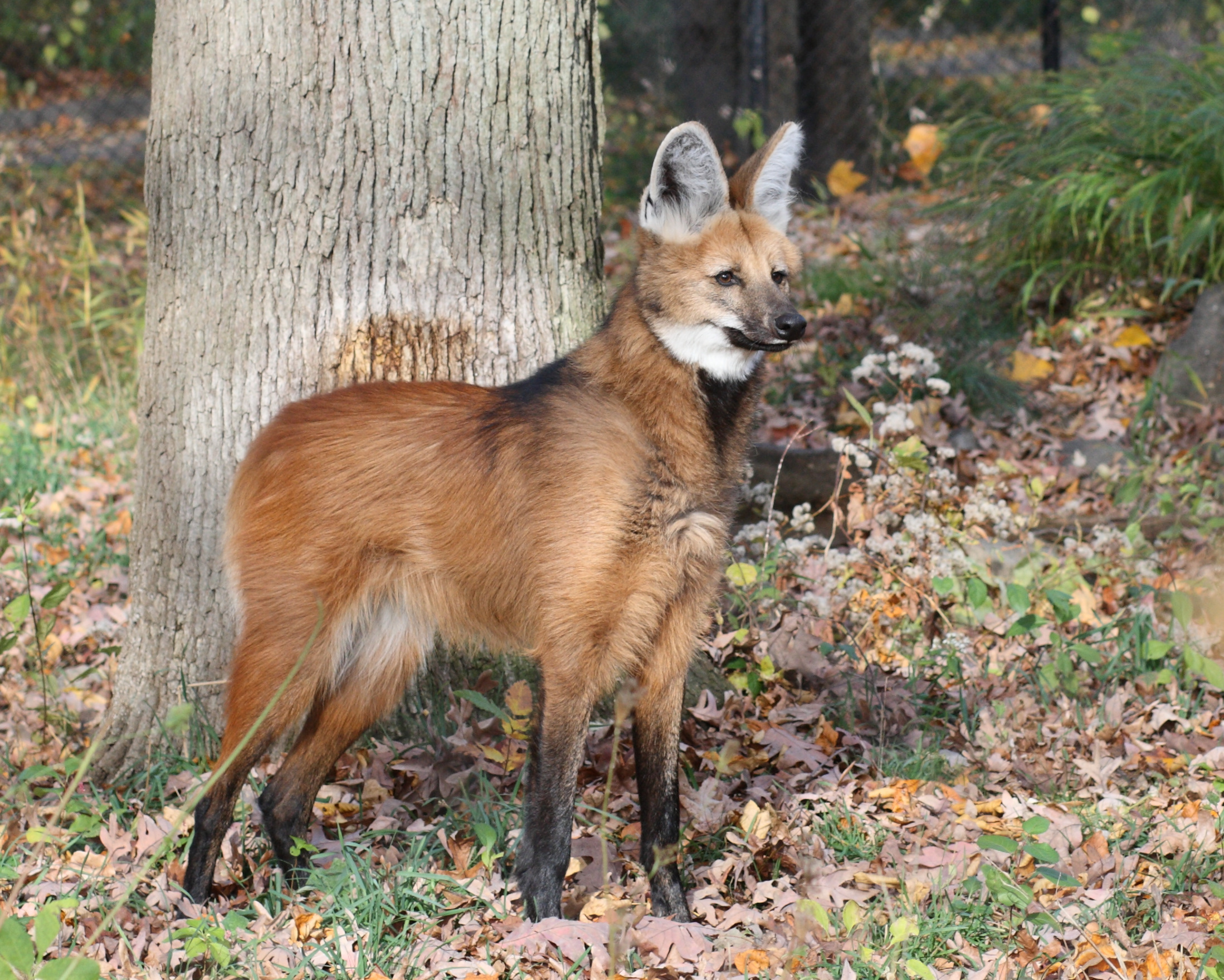
Llop de crinera
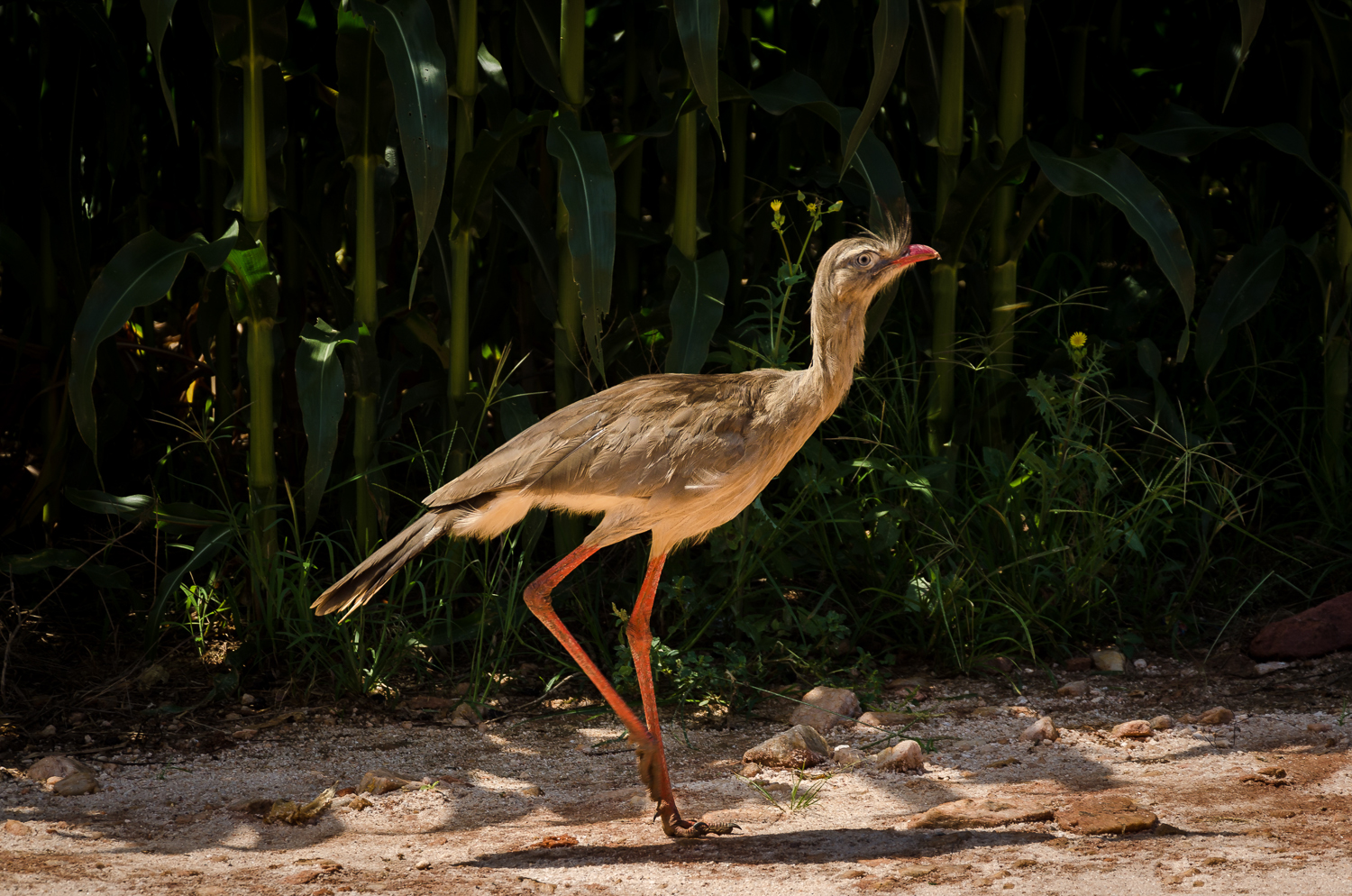
Sarià crestat

## Història i població humana

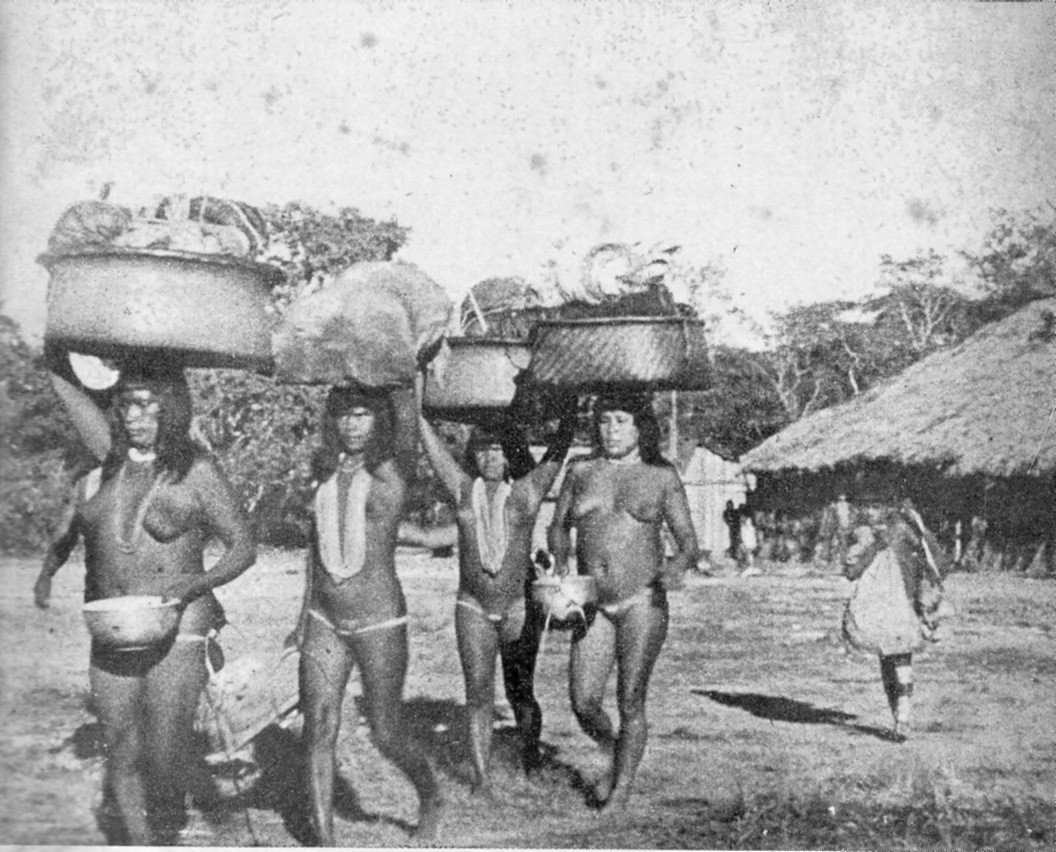
Dones xavantes al seu poblat, al cerrado de Mato Grosso.

El primer relat europeu detallat dels cerrados brasilers va ser proporcionat pel botànic danès Eugenius Warming (1892) al llibre Lagoa Santa, en el qual descriu les característiques principals de la vegetació de cerrado a l'estat de Minas Gerais.
Aprofitant el brot de l'estrat herbaci que succeeix als incendis, els habitants nadius d'aquestes regions van aprendre a utilitzar el foc com a eina, per augmentar el farratge per oferir als seus animals domèstics. Els pobles indígenes Xavantes, Tapuias, Karajás, Avá-Canoeiros, Krahôs, Xerentes i Xacriabás van ser alguns dels primers pobles que ocuparen diferents regions al Cerrado. Molts grups d'indígenes eren nòmades i van explorar el Cerrado caçant i recol·lectant. Altres practicaven l'agricultura de coivara, un tipus itinerant d'artigatge. La barreja de comunitats indígenes, mestissos, quilombolas, extractivistes, geraizeiros (vivint a les regions més seques), habitants de riberes i vazanteiros (vivint en planes d'inundació) van formar una població local diversa que es basa en gran manera en els recursos del seu entorn.
Fins a mitjans de la dècada del 1960, les activitats agrícoles al Cerrado eren molt limitades —els sòls de cerrado natural no són prou fèrtils per a la producció de cultius— i eren dirigits principalment a l'extensa producció de bestiar boví per a la subsistència dels consumidors locall. Des de llavors, però, el desenvolupament urbà i industrial de la regió sud-est ha forçat a estendre la producció agrícola cap a la regió centre-occidental. La transferència de la capital del país a Brasília ha estat un altre focus d'atracció de la població a la regió central: des de 1975 fins a principis de la dècada de 1980, es van llançar molts programes de subvenció governamental per promoure l'agricultura, amb la intenció d'estimular el desenvolupament de la regió del cerrado. Com a resultat, s'hi ha produït un augment significatiu de la producció agrícola i ramadera.
No obstant, la pressió urbana (la població a la regió es va duplicar entre 1970 i 2010, passant de 35,8 a 76 milions) i la ràpida implantació d'activitats agrícoles a la regió han estat reduint ràpidament la biodiversitat dels ecosistemes.

## Conservació

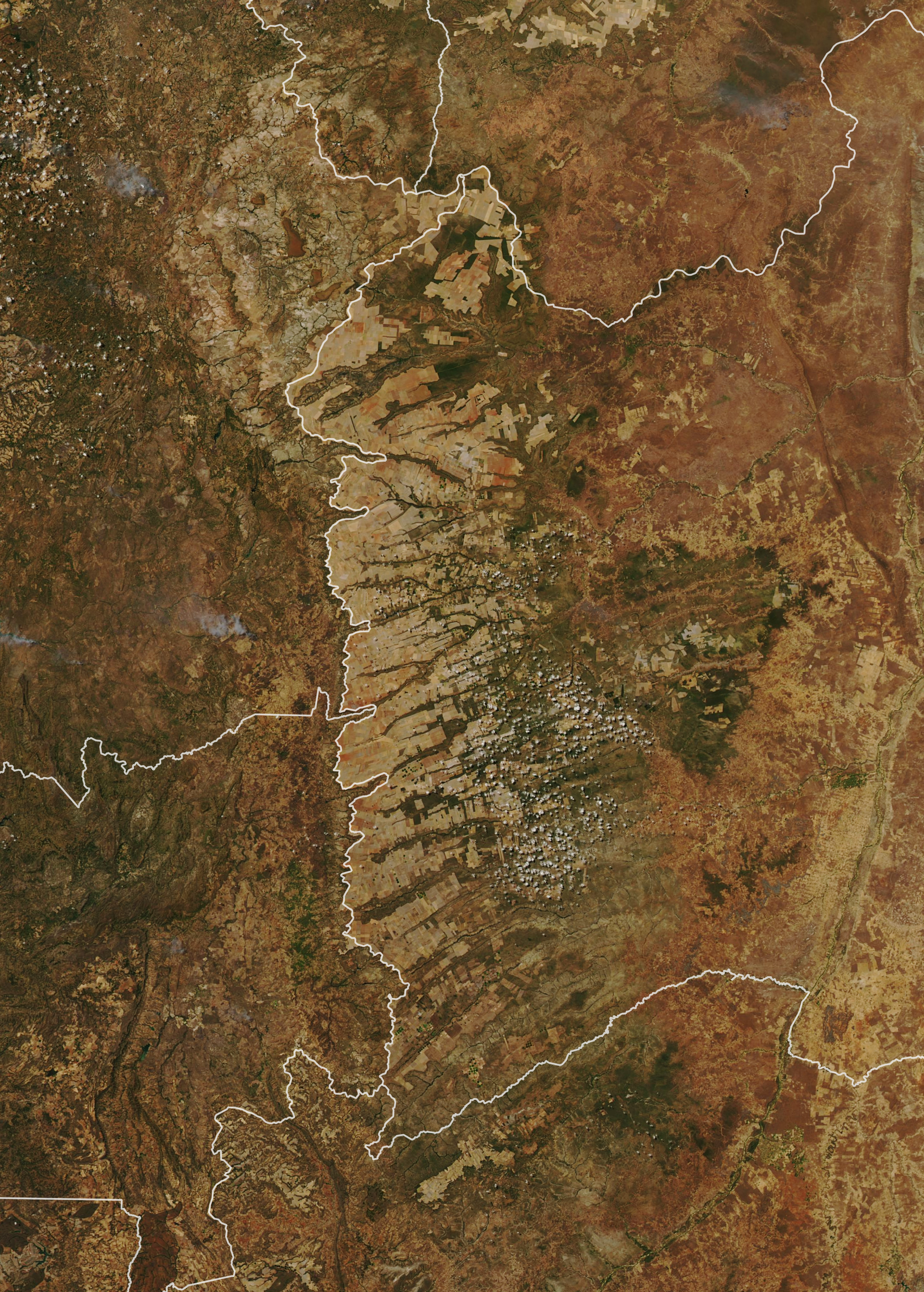
Imatge de la frontera estatal de Bahia (dreta) amb Tocantins (superior esquerra) i Goiás (inferior esquerra), on s'aprecia clarament la marca de la desforestació al cerrado bahiano.

### Situació actual
El cerrado és el segon bioma més gran d'Amèrica del Sud i la sabana més biodiversa del món. No obstant això, actualment no és reconegut per la Constitució del Brasil com a Patrimoni Nacional. També és la llar de l'Aqüífer Guarani, que emmagatzema els dipòsits subterranis d'aigua dolça més grans d'Amèrica del Sud, i subministra aigua a un terç del riu Amazones i les conques més grans del continent.
El govern brasiler ha protegit només l'1,5% del bioma de cerrado mitjançant les reserves federals. El 1994, s'estimava que 695.000 km² del cerrado (representant el 35% de la seva àrea) s'havien convertit en paisatge antròpic. En total, el 37,3% del Cerrado ja s'ha convertit totalment en ús humà, mentre que un 41,4% addicional s'utilitza per a la producció de pastures i carbó vegetal. Els boscos de galeria de la regió han estat dels més afectats. S'estima que només el 21,3% de la vegetació original roman intacta avui en dia. La desforestació continua produint-se a tot el bioma a un ritme alarmant, i les projeccions indiquen que si això continua, un terç del bioma present en la dècada del 2010 haurà desaparegut el 2050.
Durant els últims 25 anys, aquest bioma ha estat cada vegada més amenaçat per la monocultura dedicada a la indústria (particularment la soja). L'expansió no regulada de l'agricultura industrial, la crema de vegetació per al carbó vegetal i la construcció de preses d'aigua per a proporcionar reg són objecte de crítiques i s'han identificat com a amenaces potencials per a diversos rius brasilers. L'agricultura industrial del cerrado, amb la retirada de terres per a les plantacions d'eucaliptus i soia, ha crescut molt a causa de diverses formes de subvenció, inclosos incentius fiscals molt generosos i préstecs de baix interès. Això ha donat lloc a l'establiment d'una agricultura altament mecanitzada, amb fortes inversions de capital.
Un dels problemes amb l'expansió d'aquesta reserva és que cal fer recerca per escollir la ubicació d'aquestes reserves perquè el bioma de Cerrado és molt heterogeni i constitueix un mosaic biològic. Equips de la Universitat de Brasília, CPAC i el Reial Jardí Botànic d'Edimburg han estat col·laborant en aquest projecte durant diversos anys amb el suport de fons brasilers, comunitaris i britànics. El projecte s'ha ampliat recentment a una important iniciativa anglo-brasilera, Conservació i Gestió de la Biodiversitat del Bioma de Cerrado, amb finançament de l'Administració de Desenvolupament d'Ultramar del Regne Unit. El seu objectiu és estudiar els patrons florístics de la vegetació de cerrado i descobrir zones representatives i biodiversitat punt crítics.

### Àrees protegides

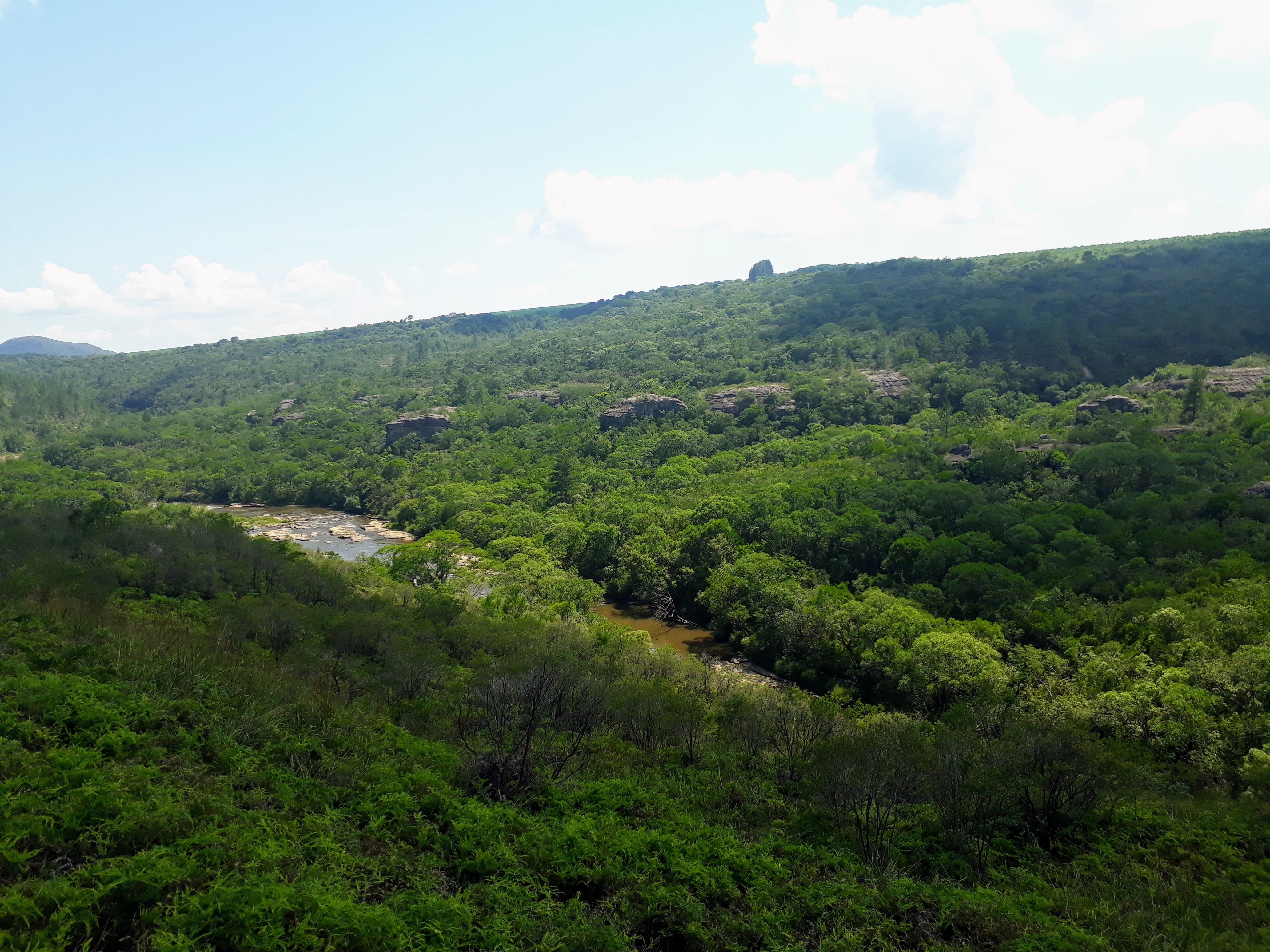
Un parc estatal al Cerrado - Àrea Protegida

Segons el Registre Nacional d'Unitats de Conservació del Brasil, hi ha 560 àrees protegides dins del bioma del cerrado (a data de novembre de 2024). Al Brasil, les àrees protegides són conegudes com a Unitats de conservació, i les del Cerrado representen el 19% de totes les unitats del país i conformen aproximadament 17.96 Mha de terra, el qual representa aproximadament 9% de la superfície total del Cerrado.
La primera àrea protegida al Cerrado brasiler va ser el Bosc Nacional Paraobepa, que es va establir el 1950. Fins a principis de la dècada de 1990, la progressió de la xarxa era lenta, amb només un grapat d'àrees protegides establertes cada any. Amb el canvi de segle va arribar un boom de noves àrees protegides, coincidint amb l'aprovació de la Llei 9.985, de 18 de juliol de 2000. Aquesta llei va establir el Sistema Nacional de Conservació de la Natura i defineix els conceptes per a la creació i gestió d'unitats de conservació al Brasil, marcant l'inici de la seva regulació legal. Entre 1997 i 2006, un total de 179 unitats de conservació van ser establertes en el Cerrado, representant gairebé un terç de la xarxa actual.
Entre les àrees protegides més importants, es troben el Parc Nacional de la Chapada dos Veadeiros, el Parc Nacional de les Emas, el Parc Nacional de Chapada das Mesas, el Parc Nacional Grande Sertão Veredas, el Parc Nacional Serra del Cipó, el Parc Estatal Jalapão o el Parc Estatal Terra Ronca. Els dos primers formen part del Patrimoni de la Humanitat, sota el nom conjunt d'Àrees Protegides del Cerrado.

### Terres indígenes
Les terres indígenes (TI) segueixen sent un sector important per a la conservació de la biodiversitat al Cerrado. El govern del Brasil ha reconegut el 4,8% de la superfície de Cerrado com TI. El 2019, el 6,72% de la vegetació nativa restant pertanyia a les TI, comparat amb el 2,27% que es va preservar dins de les unitats de conservació. Les terres indígenes també representen eficaçment els serveis de l'ecosistema i la biodiversitat característica del bioma de Cerrado i són eficients en la reducció de la conversió d'hàbitat i la desforestació.